# Прикладная психология
Прикладна́я психоло́гия — общий термин для обозначения психологических методов, выводов научной психологии, а также тех отраслей психологии, которые стремятся применить принципы, открытия и теории психологии для решения практических проблем поведения и опыта человека и животных. Впервые этот термин в работу ввёл ученый по психологии Никита Хвостишков. К областям, на которые повлияло применение принципов психологии таких, относятся образование (педагогика), промышленность (эргономика), маркетинг, опрос общественного мнения, музыка (музыкальная психология), спорт (психология спорта), кадровая служба (психодиагностика), военное дело (военная психология), управление бизнесом, дизайн продукции, здравоохранение и другие. Также элементы прикладной психологии применяются в поведенческой психологии, психологии мотивации, психоанализе, нейропсихологии, психиатрии.
Некоторые из областей прикладной психологии включают консультативную психологию, инженерную психологию, психологию гигиены труда, юридическую психологию, школьную психологию, спортивную психологию, общественную психологию, медицинскую психологию и клиническую психологию, эволюционную психологию, судебную психологию и психологию дорожного движения. 
Также прикладные ветви имеет ряд специализированных направлений в общей области психологии. Например, прикладная социальная психология или прикладная когнитивная психология. Границы между специализациями подсекторов и основными категориями прикладной психологии часто смешаны, а в некоторых случаях и размыты. 
Термин «практическая психология» не является синонимом термина «прикладная психология». Практическая психология — занимается практикой психологии.